# Gudodi, Hosanagara
Gudodi là một làng thuộc tehsil Hosanagara, huyện Shimoga, bang Karnataka, Ấn Độ.